# Duchnice
Duchnice [duxˈnit͡sɛ] est un village polonais, situé dans la gmina d'Ożarów Mazowiecki de la Powiat de Varsovie-ouest dans la voïvodie de Mazovie dans le centre-est de la Pologne.
Il se situe à environ 14 kilomètres à l'ouest du centre de Varsovie.
Le village a une population de 858 habitants en 2009.